# Brothers in Arms: Road to Hill 30
Brothers In Arms: Road to Hill 30 – gra komputerowa z gatunku strzelanek pierwszoosobowych, której akcja rozgrywa się w realiach II wojny światowej. Została wyprodukowana przez Gearbox Software i wydana w 2005 przez Ubisoft na platformach Microsoft Windows, Xbox oraz PlayStation 2. Jest to pierwsza część serii Brothers in Arms.

## Fabuła
Gracz wciela się w postać sierżanta Matta Bakera, który przejmuje dowództwo nad oddziałem żołnierzy należących do amerykańskiej 101 Dywizji Powietrznodesantowej. Scenariusz gry obejmuje wydarzenia od lądowania wojsk w Normandii do bitwy o Carentan. Rozgrywka została podzielona na siedemnaście misji, które rozciągają się w czasie od 6 do 14 czerwca 1944 roku.

## Rozgrywka
Brothers In Arms: Road to Hill 30 jest połączeniem gatunków first-person shooter i gry taktycznej. Produkcja bazuje na silniku Unreal Engine w wersji 2.0. Bohater dowodzi małymi oddziałami, składającymi się z kilku osób. Projektanci gry oddali do dyspozycji gracza dwa rodzaje drużyn: drużynę „ogniową” (ang. fire team) oraz szturmową (ang. assault team). Zadaniem pierwszej z nich jest tłumienie ostrzału wroga, natomiast drugiej przeprowadzanie ataku na jego pozycje. Umiejętne wykorzystanie obu grup (flankowanie, zasadzki itd.) pozwala na osiągnięcie celu i ukończenie misji. Istnieje także możliwość zapauzowania gry, podczas której można obejrzeć sytuację taktyczną i zaplanować atak.

## Odbiór gry
Produkcja zdobyła duże uznanie krytyków. W wersji na komputery osobiste uzyskała według agregatora Metacritic średnią z 32 ocen wynoszącą 87/100 punktów. Maciej Kurowiak z serwisu Gry-Online przyznał grze w wersji na Xboksa ocenę 9/10. Pochwalił świetną oprawę graficzną i dźwiękową, docenił też dobrze zaprojektowaną mechanikę gry.